# J.R. Smith
J.R. Smith, oficjalnie Earl Joseph Smith III (ur. 9 września 1985 w Freehold w stanie New Jersey) – amerykański koszykarz, występujący na pozycji rzucającego obrońcy, został wybrany do NBA bezpośrednio po ukończeniu szkoły średniej.
W 2004 wystąpił w meczu wschodzących gwiazd - Nike Hoop Summit oraz McDonald’s All-American.
Do National Basketball Association trafił bezpośrednio po szkole średniej, będąc wybranym z numerem 18 w drafcie NBA 2004, przez New Orleans Hornets. Stał się wówczas dziewiątym graczem, który trafił do NBA prosto ze szkoły średniej. W swoim pierwszym sezonie, Smith notował średnio 10,3 punktu, 1,9 asysty oraz 2 zbiórki na mecz. 
Rok później, wziął udział w konkursie wsadów NBA, który zakończył na trzecim miejscu, za Amar’e Stoudemirem i Joshem Smithem. 5 lipca następnego roku doszło do wymiany pomiędzy zespołami Hornets i Chicago Bulls, w ramach której Smith oraz P.J. Brown opuścili dotychczasową drużynę, a w przeciwnym kierunku powędrował środkowy Bulls Tyson Chandler. Jednak już 6 dni później, 19 lipca Smith stał się częścią kolejnej wymiany, a jego nowym zespołem zostali Denver Nuggets. 16 grudnia 2006 był uczestnikiem bójki pomiędzy zawodnikami Nuggets i New York Knicks, za co władze NBA zawiesiły go na 10 spotkań. 20 lutego 2007 Smith uległ kontuzji lewego kolana, która wymagała poddania się operacji oraz 3-4 tygodniowej przerwy w grze. 
13 października tego samego roku, Smith wziął udział w incydencie w jednym z klubów nocnych w Denver, przez co klub zawiesił go na czas 3 pierwszych meczów sezonu 2007-2008. W lipcu 2008 Smith został powołany do drugiego składu reprezentacji USA, który pomagał pierwszemu zespołowi w przygotowaniach do Olimpiady w Pekinie. W lutym 2009, Smith został wybranym do ponownego wzięcia udziału w konkursie wsadów, w miejsce kontuzjowanego Rudy Gaya z Memphis Grizzlies. Na koniec sezonu 2008/2009 zajął drugie miejsce w głosowaniu na najlepszego „szóstego” zawodnika ligi NBA.
Sezon 2009/2010 zakończył jako drugi najlepszy strzelec za trzy wśród rezerwowych całej ligi. Podczas lokautu NBA w 2011 podpisał kontrakt z chińskim zespołem Zhejiang Golden Bulls. Po zakończeniu lokautu próbował wrócić do NBA, lecz ze względu na rozporządzenie wydane przez władze Chińskiego Związku Koszykówki, które zabraniało graczom opuszczać ligę w trakcie sezonu, musiał pozostać w Chinach do końca tamtejszych rozgrywek. Po powrocie automatycznie stał się wolnym agentem. Niedługo potem podpisał umowę z New York Knicks. Po powrocie do NBA został jeszcze ukarany przez swój chiński klub karą w wysokości 1 miliona dolarów za spóźnianie się lub nieobecność na treningach drużyny.
W rozgrywkach 2012/13, w barwach New York Knicks był drugim strzelcem zespołu ze średnią 18,1 punktu na mecz. Dzięki tak świetnej grze otrzymał po sezonie nagrodę dla najlepszego rezerwowego ligi. Po sezonie podpisał nowy, czteroletni kontrakt z Knicks, dzięki któremu zarobi w tym czasie około 24 milionów dolarów. We wrześniu liga zawiesiła go na 5 pierwszych meczów sezonu 2013/14 za używanie marihuany.
5 stycznia 2015, w ramach wymiany między trzema klubami, trafił do Cleveland Cavaliers.
1 lipca 2020 został zawodnikiem Los Angeles Lakers.

## Osiągnięcia
Stan na 27 listopada 2020, na podstawie, o ile nie zaznaczono inaczej.
Chiny
- Lider strzelców ligi chińskiej (2012)
- Uczestnik chińskiego meczu gwiazd (2012)

NBA
- Mistrz NBA (2016, 2020)[19]
- Wicemistrz NBA (2015, 2017, 2018)[20]
- Najlepszy rezerwowy sezonu (2013)[21]
- 2-krotny uczestnik konkursu wsadów podczas NBA All-Star Weekend (2005, 2009)
- Zawodnik tygodnia (1.04.2013)
- Debiutant miesiąca (styczeń–marzec 2005)
- Zaliczony do I składu ligi letniej NBA (2005)